# Велимир Прелич
Велимир Прелич (на сръбски: Велимир Прелић или Velimir Prelić) е сръбски юрист, прокурор в Скопие по време на Кралство на сърби, хървати и словенци.

## Биография
Роден е в градчето Сиеница, тогава в османски Санджак. През 1904 година е изпратен в Скопие като секретар на митрополит Фармилян Скопски, но в действителност, организира сръбската пропаганда в Македония. След Младотурската революция в 1908 година е делегат на Първата сръбска конференция, провела се между 12 и 15 август 1908 г. в Скопие, на която е основана Сръбска демократическа лига в Османската империя.
Прелич е полковник от сръбската полиция и юридически съветник на губернатора на Вардарска бановина (според други източници — на Скопското велико жупанство). По заповед на Велимир Прелич през 1927 година на Скопския студентски процес срещу дейците на Македонската младежка тайна революционна организация, подсъдимите са подложени на жестоки изтезания — стягане на главите, чупене на ръцете и дори заравяне живи заради българското си самосъзнание.
След произнасянето на тежките присъди над подсъдимите студенти в края на декември 1927 година на 13 януари 1928 година Мара Бунева разстрелва Велимир Прелич в центъра на Скопие на стария Камен мост на Вардар, след което се прострелва в гърдите. Прелич умира в болница три дни по-късно.